# تقسيمات روسيا

## الكيانات الفيدرالية

الكيانات الفيدرالية لروسيا قبل إضافة جمهورية القرم ومدينة سيفاستوبول الفيدرالية في عام 2014

منذ 18 مارس 2014، كان الاتحاد الروسي يتكون من خمسة وثمانين كيانًا فيدراليًا عضوًا في الاتحاد.  ومع ذلك، فإن اثنين من هذه الكيانات الفيدرالية - جمهورية القرم ومدينة سيفاستوبول الفدرالية - معترف بهما دوليًا كجزء من أوكرانيا. جميع الكيانات الفيدرالية متساوية في الحقوق الفيدرالية، بمعنى أنها تتمتع بتمثيل متساو - مندوبان لكل منها - في مجلس الاتحاد ( المجلس الأعلى للجمعية الفيدرالية ). لكنهم يختلفون في درجة الاستقلال الذاتي التي يتمتعون بها.
هناك 6   أنواع من الكيانات الفيدرالية - 22   جمهوريات، 9 كرايس، 46 الأوبلاست، 3 المدن الفيدرالية، 1 الحكم الذاتي أوبلاست، و 4   أوكروغات الحكم الذاتي.
الأوكروغات المتمتعة بالحكم الذاتي هم الوحيدون الذين يتمتعون بمكانة فريدة من حيث كونهم رعايا فدراليين بمفردهم، لكن في الوقت نفسه، يُعتبرون قسميين إداريين لكيانات اتحادية أخرى (مع كون أوكروغ تشوكوتكا الذاتية هي الاستثناء الوحيد).

### 2014 ضم القرم
في 18 مارس 2014، كجزء من ضم شبه جزيرة القرم وعقب إنشاء جمهورية القرم (كيان مستقل معترف به فقط من قبل روسيا)، تم توقيع معاهدة بين روسيا وجمهورية القرم التي تضم جمهورية القرم ومدينة سيفاستوبول كأعضاء في الاتحاد الروسي.  وفقا للمعاهدة، يتم قبول جمهورية القرم ككيان فدرالي مع وضع جمهورية، في حين أن مدينة سيفاستوبول قد حصلت على وضع المدينة الفيدرالية. لا جمهورية القرم ولا مدينة سيفاستوبول معترف بهما سياسيا كأجزاء من روسيا بموجب القانون الدولي  ومعظم البلدان. 

## التقسيمات الإدارية
قبل اعتماد دستور روسيا لعام 1993، تم تنظيم الهيكل الإداري الإقليمي لروسيا بموجب مرسوم رئيس مجلس السوفيات الأعلى لجمهورية روسيا الاتحادية الاشتراكية السوفياتية الصادر في 17 أغسطس 1982 «بشأن إجراءات التعامل مع المسائل الإدارية الهيكل الإقليمي لجمهورية روسيا الاتحادية الاشتراكية السوفياتية».  ومع ذلك، لم يحدد دستور عام 1993 مسائل التقسيمات الإدارية الإقليمية باعتبارها مسؤولية الحكومة الفيدرالية أو المسؤولية المشتركة للحكومة الاتحادية والمواطنين. وقد فسر هذا من قبل حكومات الرعايا الاتحاديين كدليل على أن المسائل من التقسيمات الإدارية الإقليمية أصبحت مسؤولية الرعايا الاتحادية وحدها. نتيجة لذلك، تختلف الهياكل الإدارية الإقليمية الحديثة للمواطنين الفيدراليين اختلافًا كبيرًا من كيان فدرالي إلى آخر. على الرغم من أن تفاصيل التنفيذ قد تكون مختلفة إلى حد كبير، إلا أنه بشكل عام، يتم التعرف على الأنواع التالية من الأقسام الإدارية رفيعة المستوى:
- المناطق الإدارية ( التجمعات )
- المدن / البلدات والمستوطنات الحضرية ذات الأهمية الفدرالية
- التشكيلات الإدارية الإقليمية المغلقة

أوكروغات مستقلة وأوكروغات هي وحدات وسيطة من التقسيمات الإدارية، والتي تشمل بعض المناطق كيان الفيدرالية والمدن / البلدات / المستوطنات الحضرية من أهمية كيان الفيدرالية.
- لا تزال الأوكروغات المتمتعة بالحكم الذاتي، الخاضعة للولاية القضائية لكيان اتحادي آخر، معترف بها دستوريًا كمواطنين اتحاديين بمفردهم. أوكروغ تشوكوتكا الذاتية هو استثناء من حيث أنه لا يخضع إدارياً لأي كيان فيدرالي آخر من روسيا.
- الأوكروغات عادة ما تكون أوكروغات مستقلة ذاتياً فقدت مركزها الفيدرالي بسبب الاندماج مع كيان فيدرالي آخر.

تتضمن الأقسام الإدارية النموذجية ذات المستوى الأدنى ما يلي:
- السيلسوفيتات (المجالس الريفية)
- المدن والمستوطنات الحضرية من أهمية حي الإدارية
- أحياء المدينة

## التقسيمات البلدية
في سياق الإصلاح البلدي الروسي في الفترة 2004-2005، كان على جميع رعايا روسيا الفيدرالية تبسيط هياكل الحكم الذاتي المحلي، وهو ما يضمنه دستور روسيا. ينص الإصلاح على أن يكون لكل كيان اتحادي هيكل موحد للهيئات الحكومية البلدية بحلول 1 يناير 2005، وسري قانون ينفذ أحكام الإصلاح في 1 يناير 2006. وفقًا للقانون، فإن وحدات القسم البلدي (تسمى " التشكيلات البلدية ") هي كما يلي:
- منطقة البلدية، وهي مجموعة من المستوطنات الحضرية والريفية، وغالبًا مع الأراضي المشتركة بين المستوطنات. في الممارسة العملية، عادة ما يتم تشكيل المناطق البلدية داخل حدود المناطق الإدارية القائمة ( التجمعات ).

- مستوطنة حضرية، مدينة / بلدة أو مستوطنة حضرية، ربما مع المناطق الريفية و / أو الحضرية المجاورة
- مستوطنة ريفية، واحدة أو عدة مناطق ريفية

- أوكروغ الحضرية، وهي مستوطنة حضرية غير مدمجة في مقاطعة بلدية. في الممارسة العملية، عادة ما يتم تشكيل أوكروغات الحضرية داخل حدود المدن القائمة ذات أهمية كيان الاتحادية.
- منطقة داخل المدن (تشكيل بلدية داخل المدن) لمدينة فيدرالية، وهي جزء من إقليم مدينة فيدرالية. في موسكو، تسمى هذه التشكيلات البلدية (التي تتوافق مع المناطق) ؛ في سانت بطرسبرغ- أوكروغات البلدية والبلدات والمستوطنات. في سيفاستوبول (التي تقع في شبه جزيرة القرم، وهي أرض متنازع عليها بين روسيا وأوكرانيا )، والمعروفة باسم أوكروغات البلدية والمدينة. [6]

تُعرف المناطق غير المدرجة كجزء من التشكيلات البلدية باسم المناطق المشتركة بين المستوطنات.
تم تعديل القانون الاتحادي في 27 مايو 2014 ليشمل أنواعًا جديدة من الأقسام البلدية:
- أوكروغ حضري مع التقسيمات داخل المدن، أوكروغ الحضري مقسم إلى مناطق داخل المدن في المستوى الأدنى من التسلسل الهرمي للبلدية

- منطقة داخل المدن، تشكيل بلدية داخل منطقة أوكروغ حضرية مع تقسيمات داخل المدن. عادة ما يتم إنشاء هذا النوع من التشكيل البلدي داخل حدود أحياء المدن الحالية (أي التقسيمات الإدارية في بعض المدن ذات الأهمية الفيدرالية للكيان ).

في يونيو 2014، أصبحت الاوكروغ الحضري تشيليابنسك أول أوكروغ حضري تنفذ التقسيمات داخل المدن.

## أنواع أخرى من التقسيمات الفرعية

### المناطق الفيدرالية

المقاطعات الفيدرالية لروسيا

يتم تجميع جميع الكيانات الفيدرالية في ثماني مقاطعات فيدرالية، يدير كل منها مبعوث يعينه رئيس روسيا. يعمل مبعوثو المقاطعات الفيدرالية كحلقة وصل بين الرعايا الاتحاديين والحكومة الفيدرالية، وهم مسؤولون بشكل أساسي عن الإشراف على امتثال الرعايا الاتحاديين للقوانين الفيدرالية.

### المناطق الاقتصادية

المناطق الاقتصادية في روسيا

لأغراض اقتصادية وإحصائية، يتم تصنيف الكيانات الفيدرالية في اثني عشر منطقة اقتصادية.  المناطق الاقتصادية وأجزائها التي تتقاسم الاتجاهات الاقتصادية المشتركة يتم تجميعها بدورها في مناطق اقتصادية ومناطق كبيرة.

### المناطق العسكرية

المناطق العسكرية في روسيا

من أجل أن توفر القوات المسلحة إدارة فعالة للوحدات العسكرية، وتدريبها، وغيرها من الأنشطة التشغيلية، يتم تجميع الكيانات الفيدرالية في خمس مناطق عسكرية. تعمل كل منطقة عسكرية تحت قيادة مقر المقاطعة، برئاسة قائد المنطقة، وتخضع للأركان العامة للقوات المسلحة في الاتحاد الروسي.